# TSV 1860 뮌헨
TSV 1860 뮌헨(TSV 1860 München)은 독일 바이에른을 연고로 하는 축구팀이다. 현재 3. 리가에서 활동하고 있다.
1860 뮌헨은 1963년 설립된 분데스리가의 창립 멤버로 1965-1966 분데스리가년의 우승을 차지하였으며 총 20 시즌 동안 1부 리그에서 활동하였다. 그륀발데어 슈타디온(뮌헨 종합경기장) 홈 구장으로 사용하고 있으며 라이벌은 바이에른 뮌헨이다.

## 우승 기록

### 리그
- 독일 챔피언 (분데스리가)
  - 우승 (1): (1966)
  - 준우승 (2): (1931, 1967)

### 컵
- DFB-포칼
  - 우승 (2): (1942, 1964)

- UEFA 컵 위너스컵
  - 준우승 (1): 1965

## 선수 명단

### 현역
참고: FIFA 자격 규정에 따라 소속된 국가대표팀 국기를 표시합니다. 선수는 복수의 FIFA 비회원국 국적을 가지고 있을 수 있습니다.
| 번호 | 포지션 | 국적 | 이름            |
| ---- | ------ | ---- | --------------- |
| 4    | DF     |      | 예스퍼 베를라트 |
| 16   | DF     |      | 막스 레인탈레르 |

| 번호 | 포지션 | 국적   | 이름            |
| ---- | ------ | ------ | --------------- |
| 23   | DF     | 코소보 | 에리온 아브디야 |
| 39   | FW     | 앙골라 | 엘리엇 무테바   |

## 역대 감독
| 감독            | 임기        |
| --------------- | ----------- |
| 막스 메르켈     | 1961 ~ 1966 |
| 베른트 파츠케   | 1983 ~ 1984 |
| 베르너 로란트   | 1992 ~ 2001 |
| 리카르도 모니츠 | 2014        |
| 비토르 페레이라 | 2017        |